# Edificio Banesto (Almería)

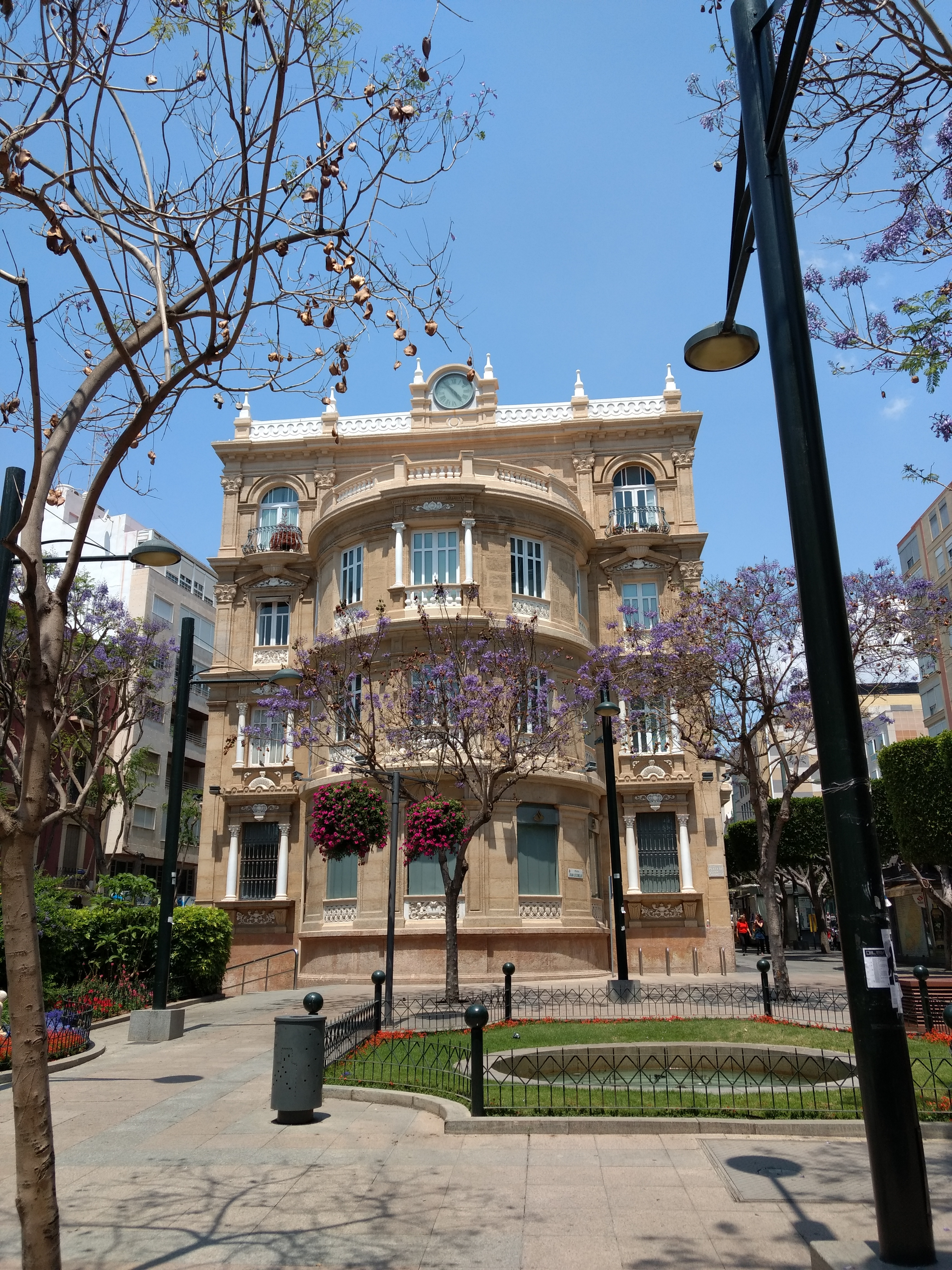
Edificio Banesto desde la plaza del Educador.

El Edificio Banesto, también conocido como Casa de los Rodríguez, es un edificio histórico situado en la ciudad de Almería (provincia de Almería, Comunidad Autónoma de Andalucía, España).

## Historia y descripción
Recibe su nombre por la sucursal bancaria de Banesto (antaño del Banco Español de Crédito) que alberga en su planta baja, aunque antiguamente se la llamó Casa de los Rodríguez, apellido de su propietario. Se trata de una edificación urbana de 1906 cuyos planos firmó el arquitecto almeriense Trinidad Cuartara y ocupa una manzana completa del Paseo de Almería, el que fuera solar del antiguo Teatro Principal. 

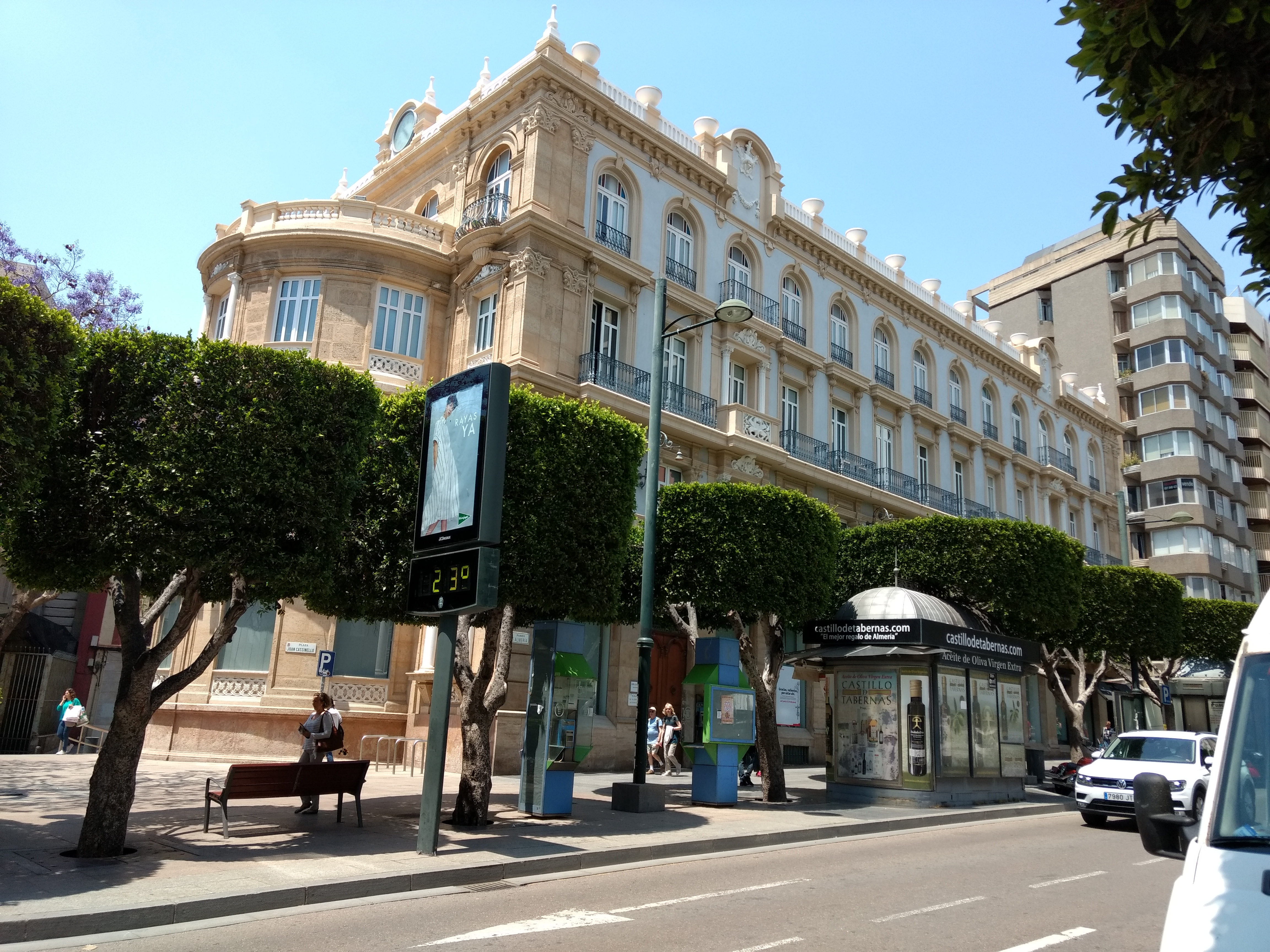
Edificio Banesto visto desde el Paseo de Almería

De tradición académica francesa, imita en su elegancia y dimensiones a los edificios residenciales plurifamiliares del Madrid de la segunda mitad del siglo XX. No en vano, en su época fue el edificio civil de mayor envergadura de la ciudad: tres plantas, cuerpo de media rotonda sobre la plaza Juan Cassinello y fachada caracterizada pro el eclecticismo neorrenacentista y clásico, con hojas de acanto, guirnaldas y candelabros y grutescos, rematada con antepecho de balaustres y coronada de floreros o pináculos sobre las pilastras. Estos fueron retirados hace años, quizá por razones de seguridad, pero el reciente proyecto de restauración ha reproducido las piezas originales.
Está incluido desde del 2 de mayo de 2001 en el Catálogo General del Patrimonio Histórico Andaluz.